# Dubbelspel (boek)
Dubbelspel is een roman van Frank Martinus Arion geschreven in 1973. In 2006 stond het boek in Nederland in de belangstelling omdat het gekozen was als titel van het evenement Nederland Leest.
De roman beschrijft een dominospel zondagmiddag op Curaçao. "Domino is een gevaarlijk spel: het is aan een dominotoernooi te danken dat de Hollanders in 1625 het onneembaar geachte fort 'El Moro' op Puerto Rico op de Spanjaarden wisten te veroveren". Het gevaarlijke spel in het boek is dat twee van de vier spelers vreemdgaan met de partners van andere spelers. Het boek leest als een spannend verhaal en heeft een diepere laag die klassenverschillen in de Antilliaanse maatschappij beschrijft.
In 1973 was het boek meteen een groot succes. Arion kreeg er destijds de Van der Hoogtprijs voor.

## Nederland Leest
In oktober en november 2006 was Dubbelspel de speerpunt van de nieuwe leescampagne Nederland Leest van de Stichting CPNB. Journaallezer Philip Freriks was de "ambassadeur" van de campagne. Arions roman werd in een oplage van 575.000 exemplaren gratis verstrekt aan leden van openbare bibliotheken en een gebonden editie werd tegen gereduceerd tarief (€ 10,-) in de boekhandel aangeboden. Het was de bedoeling dat zo veel mogelijk lezers van het boek met elkaar in discussie gaan. Blijkbaar werkte de actie, want de run op de bibliotheken om een exemplaar te bemachtigen was zo massaal, dat al na een week besloten werd een extra oplage van 150.000 stuks te drukken.
De informele aftrap voor de campagne werd gegeven met een gastcollege van Frank Martinus Arion aan de Universiteit van Amsterdam op woensdag 18 oktober 2006. Hij was uitgenodigd door de leesclub "Nooit meer slapen" van de Universiteit van Amsterdam. Onder de titel "Literatuur als vermakelijk onderzoek; De wording van Dubbelspel". Het college werd ingeleid door bijzonder hoogleraar West-Indische Letteren, Michiel van Kempen. De eigenlijke aftrap vond plaats op 20 oktober in aanwezigheid van minister van Onderwijs Maria van der Hoeven en Tweede Kamervoorzitter Frans Weisglas.
De burgemeesters van Nunspeet, Ermelo en Putten wilden op 20 oktober 2006 niet meehelpen met de uitdeling van het boek in de plaatselijke openbare bibliotheken omdat ze de inhoud moreel verwerpelijk vonden.
Frank Martinus Arion trad in de maanden oktober-december 2006 in tal van bibliotheken en boekhandels in Nederland op. Het einde van de campagne werd gemarkeerd door een reading van Dubbelspel op 3 december 2006 in Paradiso (Amsterdam), onder regie van John Leerdam, zoals hij dat ook eerder deed met De tranen van Den Uyl van Hugo Pos. Aan de opvoering deed een keur van bekende Antillianen en Nederlanders mee. Een van de personages werd gespeeld door toenmalig VVD-lijsttrekker Mark Rutte. Overige rollen werden gespeeld door Paulette Smit, Raymi Sambo, Helen Kamperveen, Ed Gumbs, Jörgen Raymann en Arthur Kibbelaar. De muzikale begeleiding werd verzorgd door Izaline Calister, Denise Jannah, Manoushka Zeegelaar-Breeveld, Jeannine La Rose, Giovanca Ostiana en Lesley Voss.
Dubbelspel is verfilmd door Ernest Dickerson onder de titel Double Play. De film ging in 2017 tijdens het International Film Festival Rotterdam in première.
2006: Dubbelspel (Frank Martinus Arion) · 2007: De gelukkige klas (Theo Thijssen) · 2008: Twee vrouwen (Harry Mulisch) · 2009: Oeroeg (Hella Haasse) · 2010: De grote zaal (Jacoba van Velde) · 2011: Het leven is vurrukkulluk (Remco Campert) · 2012: De donkere kamer van Damokles (Willem Frederik Hermans) · 2013: Erik of het klein insectenboek (Godfried Bomans) · 2014: Een vlucht regenwulpen (Maarten 't Hart)